# Вугільник (судно)

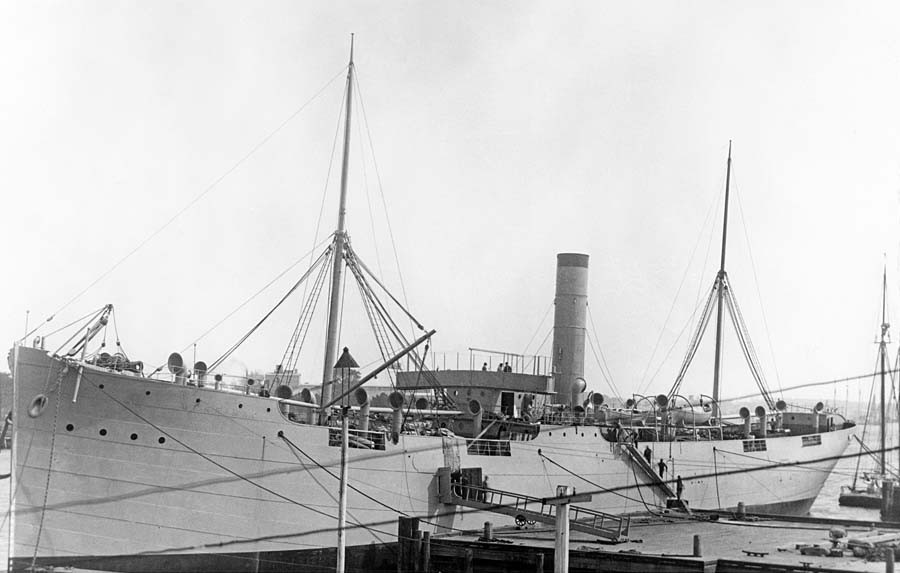
Вугільник USS Merrimac

Ву́гі́льник, також вуглево́з — балкер, призначений для перевезення вугілля, насамперед для забезпечення військових кораблів з паровими двигунами.
Забезпечення вугіллям у морі було надзвичайно важливо для військових флотів. Швидкість передачі вугілля був важливим показником потенційної ефективності флоту. У 1883 році, завантаження сорока тонн на годину розглядається як хороший результат. Відповідно знадобилося б більше дванадцяти годин, щоб поповнити половину бункерів типового броненосця того часу.